# Copa del Rey de fútbol 1976-77
La Copa del Rey de fútbol 1976-77 fue la edición número 73 de dicha competición española. Tras la muerte del general Franco durante la pasada edición, volvió a llamarse Copa de su Majestad el Rey, abandonando definitivamente la anterior acepción de Copa del Generalísimo. Contó con la participación de 113 equipos.

## Primera ronda

### Cuadro
| Equipo 1                        | Agr.       | Equipo 2                          | Ida | Vuelta |
| ------------------------------- | ---------- | --------------------------------- | --- | ------ |
| C. D. Atlético Baleares         | 0-2        | Levante U. D.                     | 0-1 | 0-1    |
| C. D. Valdepeñas                | 5-7        | F. C. Barcelona Atlético          | 3-3 | 2-4    |
| C. D. Colonia Moscardó          | 2-10       | Tarrasa C. F.                     | 0-4 | 2-6    |
| C. D. Pegaso                    | (pen.) 1-1 | Sevilla Atlético C.               | 0-0 | 1-1    |
| C. Getafe Deportivo             | 4-3        | C. Gran Peña Celtista             | 3-2 | 1-1    |
| C. D. Basconia                  | 1-3        | Elche C. F.                       | 1-0 | 0-3    |
| C. D. Constancia                | 0-1        | Hércules C. F.                    | 0-0 | 0-1    |
| C. D. Guadalajara               | 2-4        | R. C. D. Coruña                   | 0-1 | 2-3    |
| Vinaroz C. F.                   | 3-3 (pen.) | C. F. Calvo Sotelo de Puertollano | 2-1 | 1-2    |
| U. D. Las Palmas                | 2-1        | Bilbao Athletic C.                | 1-0 | 1-1    |
| Arenas C. de Guecho             | 0-9        | Deportivo Alavés                  | 0-6 | 0-3    |
| C. D. San Fernando              | 1-5        | R. Sporting de Gijón              | 1-1 | 0-4    |
| R. C. Celta de Vigo             | 2-0        | Real Unión Club                   | 2-0 | 0-0    |
| Cultural D. Leonesa             | 2-6        | A. D. Rayo Vallecano              | 2-3 | 0-3    |
| C. D. Castellón                 | 7-2        | C. D. Carabanchel                 | 5-0 | 2-2    |
| Caudal Deportivo                | 1-4        | Pontevedra C. F.                  | 1-0 | 0-4    |
| Jerez Industrial C. F.          | 2-3        | Real Valladolid Deportivo         | 1-2 | 1-1    |
| U. D. Salamanca                 | 4-2        | U. D. Poblense                    | 3-1 | 1-1    |
| Zamora C. F.                    | 3-10       | Real Sociedad de F.               | 2-4 | 1-6    |
| Córdoba C. F.                   | 3-2        | Racing C. de Ferrol               | 3-0 | 0-2    |
| Real Murcia C. F.               | 3-1        | Real Jaén C. F.                   | 3-1 | 0-0    |
| S. D. Ponferradina              | 3-11       | R. C. Recreativo de Huelva        | 2-5 | 1-6    |
| C. D. San Andrés                | 2-2 (pen.) | U. D. Lérida                      | 2-0 | 0-2    |
| Valencia C. F.                  | 6-1        | C. D. Naval                       | 6-0 | 0-1    |
| Burgos C. F.                    | 3-0        | C. D. Acero                       | 3-0 | 0-0    |
| C. D. Tenerife                  | 1-5        | C. Atlético Osasuna               | 1-2 | 0-3    |
| Linares C. F.                   | (pen.) 4-4 | R. Racing C. de Santander         | 2-2 | 2-2    |
| Baracaldo C. F.                 | 2-5        | Real Betis Balompié               | 1-0 | 1-5    |
| Real Oviedo C. F.               | 5-2        | Palencia C. F.                    | 4-1 | 1-1    |
| Granada C. F.                   | (pen.) 2-2 | C. D. Ensidesa                    | 0-0 | 2-2    |
| C. D. Gijón                     | 2-3        | Castilla C. F.                    | 2-0 | 0-3    |
| C. D. Olímpico                  | 0-6        | Real Zaragoza C. D.               | 0-5 | 0-1    |
| C. D. Eldense                   | 3-3 (pen.) | C. D. Málaga                      | 2-0 | 1-3    |
| Sevilla F. C.                   | 6-2        | C. D. Touring                     | 6-0 | 0-2    |
| Club Guernica                   | 2-1        | C. D. Laredo                      | 1-1 | 1-0    |
| Onteniente C. F.                | 1-3        | C. F. Reus Deportivo              | 0-0 | 1-3    |
| C. D. Sabadell C. F.            | 2-3        | C. Gimnástico de Tarragona        | 2-0 | 0-3    |
| C. F. Gandía                    | 2-2 (pen.) | C. D. Guecho                      | 1-0 | 1-2    |
| Mérida Industrial C. F.         | 2-5        | Ag. D. Ceuta                      | 1-4 | 1-1    |
| C. D. Diter Zafra               | 1-2        | Xerez C. D.                       | 0-0 | 1-2    |
| Sestao S. C.                    | 5-2        | U. P. Langreo                     | 3-1 | 2-1    |
| C. P. Cacereño                  | 2-4        | C. D. Calahorra                   | 1-2 | 1-2    |
| Racing C. Portuense             | 1-2        | Algeciras C. F.                   | 1-1 | 0-1    |
| C. D. Badajoz                   | 2-5        | A. D. Almería                     | 2-2 | 0-3    |
| R. S. Gimnástica de Torrelavega | 3-4        | R. C. D. Mallorca                 | 1-1 | 2-3    |
| C. D. Villena                   | 2-3        | C. D. Orense                      | 2-0 | 0-3    |
| S. D. Ibiza                     | 1-3        | S. D. Compostela                  | 1-0 | 0-3    |
| C. D. Logroñés                  | 3-5        | Gerona C. F.                      | 3-3 | 0-2    |
| Deportivo Aragón                | 2-3        | C. D. Lugo                        | 1-1 | 1-2    |
| C. Gimnástico Melilla           | 4-5        | Talavera C. F.                    | 3-2 | 1-3    |
| C. D. Mirandés                  | 2-0        | A. D. Torrejón de Ardoz           | 1-0 | 1-0    |
| Orihuela Deportiva C. F.        | 2-5        | Cádiz C. F.                       | 2-1 | 0-4    |
| Betis Deportivo Balompié        | 3-4        | S. D. Huesca                      | 2-2 | 1-2    |
| Yeclano C. F.                   | 3-4        | C. D. Tudelano                    | 3-1 | 0-3    |

### Partidos
| Ida; 21 de septiembre de 1976 | C. D. Atlético Baleares | 0:1 | Levante U. D. |  |  |

| Vuelta; 27 de octubre de 1976 | Levante U. D. | 1:0 (Global 2:0) | C. D. Atlético Baleares |  |  |

| Ida; 21 de septiembre de 1976 | C. D. Valdepeñas | 3:3 | F. C. Barcelona Atlético |  |  |

| Vuelta; 27 de octubre de 1976 | F. C. Barcelona Atlético | 4:2 (Global 7:5) | C. D. Valdepeñas |  |  |

| Ida; 22 de septiembre de 1976 | C. D. Colonia Moscardó | 0:4 | Tarrasa C. F. |  |  |

| Vuelta; 09 de octubre de 1976 | Tarrasa C. F. | 6:2 (Global 10:2) | C. D. Colonia Moscardó |  |  |

| Ida; 22 de septiembre de 1976 | C. D. Pegaso | 0:0 | Sevilla Atlético C. |  |  |

| Vuelta; 27 de octubre de 1976 | Sevilla Atlético C. | 1:1 (t. s.)(2-4 p.)(Global 1:1) | C. D. Pegaso |  |  |

| Ida; 22 de septiembre de 1976 | C. Getafe Deportivo | 3:2 | C. Gran Peña Celtista |  |  |

| Vuelta; 27 de octubre de 1976 | C. Gran Peña Celtista | 1:1 (Global 3:4) | C. Getafe Deportivo |  |  |

| Ida; 22 de septiembre de 1976 | C. D. Basconia | 1:0 | Elche C. F. |  |  |

| Vuelta; 27 de octubre de 1976 | Elche C. F. | 3:0 (Global 3:1) | C. D. Basconia |  |  |

| Ida; 22 de septiembre de 1976 | C. D. Constancia | 0:0 | Hércules C. F. |  |  |

| Vuelta; 27 de octubre de 1976 | Hércules C. F. | 1:0 (Global 1:0) | C. D. Constancia |  |  |

| Ida; 22 de septiembre de 1976 | C. D. Guadalajara | 0:1 | R. C. D. Coruña |  |  |

| Vuelta; 27 de octubre de 1976 | R. C. D. Coruña | 3:2 (Global 4:2) | C. D. Guadalajara |  |  |

| Ida; 22 de septiembre de 1976 | Vinaroz C. F. | 2:1 | C. F. Calvo Sotelo de Puertollano |  |  |

| Vuelta; 27 de octubre de 1976 | C. F. Calvo Sotelo de Puertollano | 2:1 (t. s.)(3-1 p.)(Global 3:3) | Vinaroz C. F. |  |  |

| Ida; 22 de septiembre de 1976 | U. D. Las Palmas | 1:0 | Bilbao Athletic C. |  |  |

| Vuelta; 27 de octubre de 1976 | Bilbao Athletic C. | 1:1 (Global 1:2) | U. D. Las Palmas |  |  |

| Ida; 22 de septiembre de 1976 | Arenas C. de Guecho | 0:6 | Deportivo Alavés |  |  |

| Vuelta; 09 de octubre de 1976 | Deportivo Alavés | 3:0 (Global 9:0) | Arenas C. de Guecho |  |  |

| Ida; 22 de septiembre de 1976 | C. D. San Fernando | 1:1 | R. Sporting de Gijón |  |  |

| Vuelta; 27 de octubre de 1976 | R. Sporting de Gijón | 4:0 (Global 5:1) | C. D. San Fernando |  |  |

| Ida; 22 de septiembre de 1976 | R. C. Celta de Vigo | 2:0 | Real Unión Club |  |  |

| Vuelta; 27 de octubre de 1976 | Real Unión Club | 0:0 (Global 0:2) | R. C. Celta de Vigo |  |  |

| Ida; 22 de septiembre de 1976 | Cultural D. Leonesa | 2:3 | A. D. Rayo Vallecano |  |  |

| Vuelta; 27 de octubre de 1976 | A. D. Rayo Vallecano | 3:0 (Global 6:2) | Cultural D. Leonesa |  |  |

| Ida; 22 de septiembre de 1976 | C. D. Castellón | 5:0 | C. D. Carabanchel |  |  |

| Vuelta; 27 de octubre de 1976 | C. D. Carabanchel | 2:2 (Global 2:7) | C. D. Castellón |  |  |

| Ida; 22 de septiembre de 1976 | Caudal Deportivo | 1:0 | Pontevedra C. F. |  |  |

| Vuelta; 27 de octubre de 1976 | Pontevedra C. F. | 4:0 (Global 4:1) | Caudal Deportivo |  |  |

| Ida; 22 de septiembre de 1976 | Jerez Industrial C. F. | 1:2 | Real Valladolid Deportivo |  |  |

| Vuelta; 27 de octubre de 1976 | Real Valladolid Deportivo | 1:1 (Global 3:2) | Jerez Industrial C. F. |  |  |

| Ida; 22 de septiembre de 1976 | U. D. Salamanca | 3:1 | U. D. Poblense |  |  |

| Vuelta; 27 de octubre de 1976 | U. D. Poblense | 1:1 (Global 2:4) | U. D. Salamanca |  |  |

| Ida; 22 de septiembre de 1976 | Zamora C. F. | 2:4 | Real Sociedad de F. |  |  |

| Vuelta; 27 de octubre de 1976 | Real Sociedad de F. | 6:1 (Global 10:3) | Zamora C. F. |  |  |

| Ida; 22 de septiembre de 1976 | Córdoba C. F. | 3:0 | Racing C. de Ferrol |  |  |

| Vuelta; 27 de octubre de 1976 | Racing C. de Ferrol | 2:0 (Global 2:3) | Córdoba C. F. |  |  |

| Ida; 22 de septiembre de 1976 | Real Murcia C. F. | 3:1 | Real Jaén C. F. |  |  |

| Vuelta; 27 de octubre de 1976 | Real Jaén C. F. | 0:0 (Global 1:3) | Real Murcia C. F. |  |  |

| Ida; 22 de septiembre de 1976 | S. D. Ponferradina | 2:5 | R. C. Recreativo de Huelva |  |  |

| Vuelta; 27 de octubre de 1976 | R. C. Recreativo de Huelva | 6:1 (Global 11:3) | S. D. Ponferradina |  |  |

| Ida; 22 de septiembre de 1976 | C. D. San Andrés | 2:0 | U. D. Lérida |  |  |

| Vuelta; 27 de octubre de 1976 | U. D. Lérida | 2:0 (t. s.)(5-4 p.)(Global 2:2) | C. D. San Andrés |  |  |

| Ida; 22 de septiembre de 1976 | Valencia C. F. | 6:0 | C. D. Naval |  |  |

| Vuelta; 27 de octubre de 1976 | C. D. Naval | 1:0 (Global 1:6) | Valencia C. F. |  |  |

| Ida; 22 de septiembre de 1976 | Burgos C. F. | 3:0 | C. D. Acero |  |  |

| Vuelta; 27 de octubre de 1976 | C. D. Acero | 0:0 (Global 0:3) | Burgos C. F. |  |  |

| Ida; 22 de septiembre de 1976 | C. D. Tenerife | 1:2 | C. Atlético Osasuna |  |  |

| Vuelta; 27 de octubre de 1976 | C. Atlético Osasuna | 3:0 (Global 5:1) | C. D. Tenerife |  |  |

| Ida; 22 de septiembre de 1976 | Linares C. F. | 2:2 | R. Racing C. de Santander |  |  |

| Vuelta; 27 de octubre de 1976 | R. Racing C. de Santander | 2:2 (t. s.)(2-4 p.)(Global 4:4) | Linares C. F. |  |  |

| Ida; 22 de septiembre de 1976 | Baracaldo C. F. | 1:0 | Real Betis Balompié |  |  |

| Vuelta; 27 de octubre de 1976 | Real Betis Balompié | 5:1 (Global 5:2) | Baracaldo C. F. |  |  |

| Ida; 22 de septiembre de 1976 | Real Oviedo C. F. | 4:1 | Palencia C. F. |  |  |

| Vuelta; 27 de octubre de 1976 | Palencia C. F. | 1:1 (Global 2:5) | Real Oviedo C. F. |  |  |

| Ida; 22 de septiembre de 1976 | Granada C. F. | 0:0 | C. D. Ensidesa |  |  |

| Vuelta; 26 de octubre de 1976 | C. D. Ensidesa | 2:2 (t. s.)(3-5 p.)(Global 2:2) | Granada C. F. |  |  |

| Ida; 22 de septiembre de 1976 | C. D. Gijón | 2:0 | Castilla C. F. |  |  |

| Vuelta; 27 de octubre de 1976 | Castilla C. F. | 3:0 (Global 3:2) | C. D. Gijón |  |  |

| Ida; 22 de septiembre de 1976 | C. D. Olímpico | 0:5 | Real Zaragoza C. D. |  |  |

| Vuelta; 09 de octubre de 1976 | Real Zaragoza C. D. | 1:0 (Global 6:0) | C. D. Olímpico |  |  |

| Ida; 22 de septiembre de 1976 | C. D. Eldense | 2:0 | C. D. Málaga |  |  |

| Vuelta; 27 de octubre de 1976 | C. D. Málaga | 3:1 (t. s.)(4-3 p.)(Global 3:3) | C. D. Eldense |  |  |

| Ida; 22 de septiembre de 1976 | Sevilla F. C. | 6:0 | C. D. Touring |  |  |

| Vuelta; 27 de octubre de 1976 | C. D. Touring | 2:0 (Global 2:6) | Sevilla F. C. |  |  |

| Ida; 22 de septiembre de 1976 | Club Guernica | 1:1 | C. D. Laredo |  |  |

| Vuelta; 27 de octubre de 1976 | C. D. Laredo | 0:1 (Global 1:2) | Club Guernica |  |  |

| Ida; 22 de septiembre de 1976 | Onteniente C. F. | 0:0 | C. F. Reus Deportivo |  |  |

| Vuelta; 27 de octubre de 1976 | C. F. Reus Deportivo | 3:1 (Global 3:1) | Onteniente C. F. |  |  |

| Ida; 22 de septiembre de 1976 | C. D. Sabadell C. F. | 2:0 | C. Gimnástico de Tarragona |  |  |

| Vuelta; 09 de octubre de 1976 | C. Gimnástico de Tarragona | 3:0 (Global 3:2) | C. D. Sabadell C. F. |  |  |

| Ida; 22 de septiembre de 1976 | C. F. Gandía | 1:0 | C. D. Guecho |  |  |

| Vuelta; 27 de octubre de 1976 | C. D. Guecho | 2:1 (t. s.)(5-4 p.)(Global 2:2) | C. F. Gandía |  |  |

| Ida; 22 de septiembre de 1976 | Mérida Industrial C. F. | 1:4 | Ag. D. Ceuta |  |  |

| Vuelta; 27 de octubre de 1976 | Ag. D. Ceuta | 1:1 (Global 5:2) | Mérida Industrial C. F. |  |  |

| Ida; 22 de septiembre de 1976 | C. D. Diter Zafra | 0:0 | Xerez C. D. |  |  |

| Vuelta; 27 de octubre de 1976 | Xerez C. D. | 2:1 (Global 2:1) | C. D. Diter Zafra |  |  |

| Ida; 22 de septiembre de 1976 | Sestao S. C. | 3:1 | U. P. Langreo |  |  |

| Vuelta; 27 de octubre de 1976 | U. P. Langreo | 1:2 (Global 2:5) | Sestao S. C. |  |  |

| Ida; 22 de septiembre de 1976 | C. P. Cacereño | 1:2 | C. D. Calahorra |  |  |

| Vuelta; 27 de octubre de 1976 | C. D. Calahorra | 2:1 (Global 4:2) | C. P. Cacereño |  |  |

| Ida; 22 de septiembre de 1976 | Racing C. Portuense | 1:1 | Algeciras C. F. |  |  |

| Vuelta; 27 de octubre de 1976 | Algeciras C. F. | 1:0 (Global 2:1) | Racing C. Portuense |  |  |

| Ida; 22 de septiembre de 1976 | C. D. Badajoz | 2:2 | A. D. Almería |  |  |

| Vuelta; 27 de octubre de 1976 | A. D. Almería | 3:0 (Global 5:2) | C. D. Badajoz |  |  |

| Ida; 22 de septiembre de 1976 | R. S. Gimnástica de Torrelavega | 1:1 | R. C. D. Mallorca |  |  |

| Vuelta; 27 de octubre de 1976 | R. C. D. Mallorca | 3:2 (Global 4:3) | R. S. Gimnástica de Torrelavega |  |  |

| Ida; 22 de septiembre de 1976 | C. D. Villena | 2:0 | C. D. Orense |  |  |

| Vuelta; 27 de octubre de 1976 | C. D. Orense | 3:0 (Global 3:2) | C. D. Villena |  |  |

| Ida; 22 de septiembre de 1976 | S. D. Ibiza | 1:0 | S. D. Compostela |  |  |

| Vuelta; 27 de octubre de 1976 | S. D. Compostela | 3:0 (Global 3:1) | S. D. Ibiza |  |  |

| Ida; 22 de septiembre de 1976 | C. D. Logroñés | 3:3 | Gerona C. F. |  |  |

| Vuelta; 27 de octubre de 1976 | Gerona C. F. | 2:0 (Global 5:3) | C. D. Logroñés |  |  |

| Ida; 22 de septiembre de 1976 | Deportivo Aragón | 1:1 | C. D. Lugo |  |  |

| Vuelta; 27 de octubre de 1976 | C. D. Lugo | 2:1 (Global 3:2) | Deportivo Aragón |  |  |

| Ida; 22 de septiembre de 1976 | C. Gimnástico Melilla | 3:2 | Talavera C. F. |  |  |

| Vuelta; 27 de octubre de 1976 | Talavera C. F. | 3:1 (Global 5:4) | C. Gimnástico Melilla |  |  |

| Ida; 22 de septiembre de 1976 | C. D. Mirandés | 1:0 | A. D. Torrejón de Ardoz |  |  |

| Vuelta; 27 de octubre de 1976 | A. D. Torrejón de Ardoz | 0:1 (Global 0:2) | C. D. Mirandés |  |  |

| Ida; 23 de septiembre de 1976 | Orihuela Deportiva C. F. | 2:1 | Cádiz C. F. |  |  |

| Vuelta; 27 de octubre de 1976 | Cádiz C. F. | 4:0 (Global 5:2) | Orihuela Deportiva C. F. |  |  |

| Ida; 23 de septiembre de 1976 | Betis Deportivo Balompié | 2:2 | S. D. Huesca |  |  |

| Vuelta; 27 de octubre de 1976 | S. D. Huesca | 2:1 (Global 4:3) | Betis Deportivo Balompié |  |  |

| Ida; 29 de septiembre de 1976 | Yeclano C. F. | 3:1 | C. D. Tudelano |  |  |

| Vuelta; 09 de octubre de 1976 | C. D. Tudelano | 3:0 (Global 4:3) | Yeclano C. F. |  |  |

## Segunda ronda

### Cuadro
| Equipo 1                   | Agr.       | Equipo 2                          | Ida | Vuelta    |
| -------------------------- | ---------- | --------------------------------- | --- | --------- |
| Ag. D. Ceuta               | 3-0        | F. C. Barcelona Atlético          | 2-0 | 1-0       |
| C. D. Pegaso               | 2-3        | C. Getafe Deportivo               | 1-0 | 1-3       |
| C. D. Mirandés             | 2-3        | Elche C. F.                       | 2-0 | 0-3       |
| Club Guernica              | 2-7        | A. D. Rayo Vallecano              | 2-1 | 0-6       |
| Real Betis Balompié        | 7-2        | Sestao S. C.                      | 5-1 | 2-1       |
| S. D. Huesca               | 3-6        | R. Sporting de Gijón              | 1-1 | 2-5       |
| Hércules C. F.             | 4-1        | Talavera C. F.                    | 4-1 | 0-0       |
| C. D. Lugo                 | 0-1        | R. C. D. Coruña                   | 0-1 | 0-0       |
| Burgos C. F.               | 2-2 (pen.) | U. D. Lérida                      | 1-1 | 1-1       |
| Algeciras C. F.            | 1-2        | Cádiz C. F.                       | 0-0 | 1-2       |
| C. D. Orense               | 2-5        | U. D. Salamanca                   | 1-3 | 1-2       |
| Tarrasa C. F.              | 0-1        | Sevilla F. C.                     | 0-0 | 0-1       |
| C. D. Castellón            | 0-2        | C. D. Calahorra                   | 0-0 | 0-2       |
| Gerona C. F.               | 1-0        | Levante U. D.                     | 0-0 | 1-0       |
| Granada C. F.              | 5-3        | Castilla C. F.                    | 4-1 | 1-2       |
| C. D. Guecho               | 0-2        | Deportivo Alavés                  | 0-1 | 0-1       |
| C. Atlético Osasuna        | 1-7        | Real Valladolid Deportivo         | 1-5 | 0-2       |
| C. F. Reus Deportivo       | 1-3        | R. C. Celta de Vigo               | 1-3 | null-null |
| C. D. Málaga               | 3-1        | Linares C. F.                     | 3-0 | 0-1       |
| R. C. D. Mallorca          | 2-4        | Real Sociedad de F.               | 2-1 | 0-3       |
| Valencia C. F.             | 5-1        | Real Oviedo C. F.                 | 3-0 | 2-1       |
| R. C. Recreativo de Huelva | 5-0        | S. D. Compostela                  | 5-0 | 0-0       |
| Real Zaragoza C. D.        | 3-0        | C. Gimnástico de Tarragona        | 1-0 | 2-0       |
| A. D. Almería              | 3-6        | Pontevedra C. F.                  | 2-3 | 1-3       |
| U. D. Las Palmas           | 3-2        | Real Murcia C. F.                 | 1-1 | 2-1       |
| Xerez C. D.                | 0-1        | Córdoba C. F.                     | 0-0 | 0-1       |
| C. D. Tudelano             | 1-2        | C. F. Calvo Sotelo de Puertollano | 1-0 | 0-2       |

### Partidos
| Ida; 09 de noviembre de 1976 | Ag. D. Ceuta | 2:0 | F. C. Barcelona Atlético |  |  |

| Vuelta; 01 de febrero de 1977 | F. C. Barcelona Atlético | 0:1 (Global 0:3) | Ag. D. Ceuta |  |  |

| Ida; 10 de noviembre de 1976 | C. D. Pegaso | 1:0 | C. Getafe Deportivo |  |  |

| Vuelta; 02 de febrero de 1977 | C. Getafe Deportivo | 3:1 (Global 3:2) | C. D. Pegaso |  |  |

| Ida; 10 de noviembre de 1976 | C. D. Mirandés | 2:0 | Elche C. F. |  |  |

| Vuelta; 02 de febrero de 1977 | Elche C. F. | 3:0 (Global 3:2) | C. D. Mirandés |  |  |

| Ida; 10 de noviembre de 1976 | Club Guernica | 2:1 | A. D. Rayo Vallecano |  |  |

| Vuelta; 02 de febrero de 1977 | A. D. Rayo Vallecano | 6:0 (Global 7:2) | Club Guernica |  |  |

| Ida; 10 de noviembre de 1976 | Real Betis Balompié | 5:1 | Sestao S. C. |  |  |

| Vuelta; 03 de febrero de 1977 | Sestao S. C. | 1:2 (Global 2:7) | Real Betis Balompié |  |  |

| Ida; 10 de noviembre de 1976 | S. D. Huesca | 1:1 | R. Sporting de Gijón |  |  |

| Vuelta; 02 de febrero de 1977 | R. Sporting de Gijón | 5:2 (Global 6:3) | S. D. Huesca |  |  |

| Ida; 10 de noviembre de 1976 | Hércules C. F. | 4:1 | Talavera C. F. |  |  |

| Vuelta; 02 de febrero de 1977 | Talavera C. F. | 0:0 (Global 1:4) | Hércules C. F. |  |  |

| Ida; 10 de noviembre de 1976 | C. D. Lugo | 0:1 | R. C. D. Coruña |  |  |

| Vuelta; 06 de enero de 1977 | R. C. D. Coruña | 0:0 (Global 1:0) | C. D. Lugo |  |  |

| Ida; 10 de noviembre de 1976 | Burgos C. F. | 1:1 | U. D. Lérida |  |  |

| Vuelta; 02 de febrero de 1977 | U. D. Lérida | 1:1 (t. s.)(4-3 p.)(Global 2:2) | Burgos C. F. |  |  |

| Ida; 10 de noviembre de 1976 | Algeciras C. F. | 0:0 | Cádiz C. F. |  |  |

| Vuelta; 02 de febrero de 1977 | Cádiz C. F. | 2:1 (Global 2:1) | Algeciras C. F. |  |  |

| Ida; 10 de noviembre de 1976 | C. D. Orense | 1:3 | U. D. Salamanca |  |  |

| Vuelta; 02 de febrero de 1977 | U. D. Salamanca | 2:1 (Global 5:2) | C. D. Orense |  |  |

| Ida; 10 de noviembre de 1976 | Tarrasa C. F. | 0:0 | Sevilla F. C. |  |  |

| Vuelta; 02 de febrero de 1977 | Sevilla F. C. | 1:0 (Global 1:0) | Tarrasa C. F. |  |  |

| Ida; 10 de noviembre de 1976 | C. D. Castellón | 0:0 | C. D. Calahorra |  |  |

| Vuelta; 02 de febrero de 1977 | C. D. Calahorra | 2:0 (Global 2:0) | C. D. Castellón |  |  |

| Ida; 10 de noviembre de 1976 | Gerona C. F. | 0:0 | Levante U. D. |  |  |

| Vuelta; 26 de enero de 1977 | Levante U. D. | 0:1 (Global 0:1) | Gerona C. F. |  |  |

| Ida; 10 de noviembre de 1976 | Granada C. F. | 4:1 | Castilla C. F. |  |  |

| Vuelta; 02 de febrero de 1977 | Castilla C. F. | 2:1 (Global 3:5) | Granada C. F. |  |  |

| Ida; 10 de noviembre de 1976 | C. D. Guecho | 0:1 | Deportivo Alavés |  |  |

| Vuelta; 02 de febrero de 1977 | Deportivo Alavés | 1:0 (Global 2:0) | C. D. Guecho |  |  |

| Ida; 10 de noviembre de 1976 | C. Atlético Osasuna | 1:5 | Real Valladolid Deportivo |  |  |

| Vuelta; 06 de enero de 1977 | Real Valladolid Deportivo | 2:0 (Global 7:1) | C. Atlético Osasuna |  |  |

| Ida; 10 de noviembre de 1976 | C. F. Reus Deportivo | 1:3 | R. C. Celta de Vigo |  |  |

| Vuelta; sin fecha | R. C. Celta de Vigo | null:null (Global 3:1) | C. F. Reus Deportivo |  |  |

| Ida; 10 de noviembre de 1976 | C. D. Málaga | 3:0 | Linares C. F. |  |  |

| Vuelta; 23 de diciembre de 1976 | Linares C. F. | 1:0 (Global 1:3) | C. D. Málaga |  |  |

| Ida; 10 de noviembre de 1976 | R. C. D. Mallorca | 2:1 | Real Sociedad de F. |  |  |

| Vuelta; 02 de febrero de 1977 | Real Sociedad de F. | 3:0 (Global 4:2) | R. C. D. Mallorca |  |  |

| Ida; 10 de noviembre de 1976 | Valencia C. F. | 3:0 | Real Oviedo C. F. |  |  |

| Vuelta; 02 de febrero de 1977 | Real Oviedo C. F. | 1:2 (Global 1:5) | Valencia C. F. |  |  |

| Ida; 10 de noviembre de 1976 | R. C. Recreativo de Huelva | 5:0 | S. D. Compostela |  |  |

| Vuelta; 10 de febrero de 1977 | S. D. Compostela | 0:0 (Global 0:5) | R. C. Recreativo de Huelva |  |  |

| Ida; 10 de noviembre de 1976 | Real Zaragoza C. D. | 1:0 | C. Gimnástico de Tarragona |  |  |

| Vuelta; 02 de febrero de 1977 | C. Gimnástico de Tarragona | 0:2 (Global 0:3) | Real Zaragoza C. D. |  |  |

| Ida; 11 de noviembre de 1976 | A. D. Almería | 2:3 | Pontevedra C. F. |  |  |

| Vuelta; 02 de febrero de 1977 | Pontevedra C. F. | 3:1 (Global 6:3) | A. D. Almería |  |  |

| Ida; 17 de noviembre de 1976 | U. D. Las Palmas | 1:1 | Real Murcia C. F. |  |  |

| Vuelta; 02 de febrero de 1977 | Real Murcia C. F. | 1:2 (Global 2:3) | U. D. Las Palmas |  |  |

| Ida; 22 de diciembre de 1976 | Xerez C. D. | 0:0 | Córdoba C. F. |  |  |

| Vuelta; 09 de febrero de 1977 | Córdoba C. F. | 1:0 (Global 1:0) | Xerez C. D. |  |  |

| Ida; 06 de enero de 1977 | C. D. Tudelano | 1:0 | C. F. Calvo Sotelo de Puertollano |  |  |

| Vuelta; 02 de febrero de 1977 | C. F. Calvo Sotelo de Puertollano | 2:0 (Global 2:1) | C. D. Tudelano |  |  |

## Tercera ronda

### Cuadro
| Equipo 1                   | Agr.       | Equipo 2                          | Ida | Vuelta |
| -------------------------- | ---------- | --------------------------------- | --- | ------ |
| Deportivo Alavés           | 0-2        | Real Sociedad de F.               | 0-1 | 0-1    |
| Cádiz C. F.                | 2-4        | U. D. Las Palmas                  | 2-1 | 0-3    |
| R. C. Celta de Vigo        | 2-0        | C. Getafe Deportivo               | 2-0 | 0-0    |
| R. C. D. Coruña            | 1-6        | Real Betis Balompié               | 1-2 | 0-4    |
| Ag. D. Ceuta               | 2-2 (pen.) | U. D. Salamanca                   | 1-0 | 1-2    |
| Córdoba C. F.              | 1-0        | C. F. Calvo Sotelo de Puertollano | 0-0 | 1-0    |
| Gerona C. F.               | 1-2        | Elche C. F.                       | 0-0 | 1-2    |
| R. Sporting de Gijón       | 2-3        | R. C. D. Español                  | 0-0 | 2-3    |
| Hércules C. F.             | 3-2        | Real Madrid C. F.                 | 3-0 | 0-2    |
| R. C. Recreativo de Huelva | 4-2        | C. D. Calahorra                   | 3-0 | 1-2    |
| U. D. Lérida               | 2-3        | Granada C. F.                     | 2-0 | 0-3    |
| A. D. Rayo Vallecano       | 1-3        | Real Valladolid Deportivo         | 1-2 | 0-1    |
| Sevilla F. C.              | (pen.) 1-1 | Pontevedra C. F.                  | 0-0 | 1-1    |
| Valencia C. F.             | 3-0        | C. D. Málaga                      | 3-0 | 0-0    |

### Partidos
| Ida; 23 de febrero de 1977 | Deportivo Alavés | 0:1 | Real Sociedad de F. |  |  |

| Vuelta; 09 de marzo de 1977 | Real Sociedad de F. | 1:0 (Global 2:0) | Deportivo Alavés |  |  |

| Ida; 23 de febrero de 1977 | Cádiz C. F. | 2:1 | U. D. Las Palmas |  |  |

| Vuelta; 09 de marzo de 1977 | U. D. Las Palmas | 3:0 (Global 4:2) | Cádiz C. F. |  |  |

| Ida; 02 de marzo de 1977 | R. C. Celta de Vigo | 2:0 | C. Getafe Deportivo |  |  |

| Vuelta; 09 de marzo de 1977 | C. Getafe Deportivo | 0:0 (Global 0:2) | R. C. Celta de Vigo |  |  |

| Ida; 02 de marzo de 1977 | R. C. D. Coruña | 1:2 | Real Betis Balompié |  |  |

| Vuelta; 09 de marzo de 1977 | Real Betis Balompié | 4:0 (Global 6:1) | R. C. D. Coruña |  |  |

| Ida; 23 de febrero de 1977 | Ag. D. Ceuta | 1:0 | U. D. Salamanca |  |  |

| Vuelta; 09 de marzo de 1977 | U. D. Salamanca | 2:1 (t. s.)(4-3 p.)(Global 2:2) | Ag. D. Ceuta |  |  |

| Ida; 23 de febrero de 1977 | Córdoba C. F. | 0:0 | C. F. Calvo Sotelo de Puertollano |  |  |

| Vuelta; 09 de marzo de 1977 | C. F. Calvo Sotelo de Puertollano | 0:1 (Global 0:1) | Córdoba C. F. |  |  |

| Ida; 23 de febrero de 1977 | Gerona C. F. | 0:0 | Elche C. F. |  |  |

| Vuelta; 16 de marzo de 1977 | Elche C. F. | 2:1 (Global 2:1) | Gerona C. F. |  |  |

| Ida; 23 de febrero de 1977 | R. Sporting de Gijón | 0:0 | R. C. D. Español |  |  |

| Vuelta; 09 de marzo de 1977 | R. C. D. Español | 3:2 (Global 3:2) | R. Sporting de Gijón |  |  |

| Ida; 23 de febrero de 1977 | Hércules C. F. | 3:0 | Real Madrid C. F. |  |  |

| Vuelta; 09 de marzo de 1977 | Real Madrid C. F. | 2:0 (Global 2:3) | Hércules C. F. |  |  |

| Ida; 24 de febrero de 1977 | R. C. Recreativo de Huelva | 3:0 | C. D. Calahorra |  |  |

| Vuelta; 10 de marzo de 1977 | C. D. Calahorra | 2:1 (Global 2:4) | R. C. Recreativo de Huelva |  |  |

| Ida; 23 de febrero de 1977 | U. D. Lérida | 2:0 | Granada C. F. |  |  |

| Vuelta; 09 de marzo de 1977 | Granada C. F. | 3:0 (Global 3:2) | U. D. Lérida |  |  |

| Ida; 23 de febrero de 1977 | A. D. Rayo Vallecano | 1:2 | Real Valladolid Deportivo |  |  |

| Vuelta; 09 de marzo de 1977 | Real Valladolid Deportivo | 1:0 (Global 3:1) | A. D. Rayo Vallecano |  |  |

| Ida; 23 de febrero de 1977 | Sevilla F. C. | 0:0 | Pontevedra C. F. |  |  |

| Vuelta; 09 de marzo de 1977 | Pontevedra C. F. | 1:1 (t. s.)(4-5 p.)(Global 1:1) | Sevilla F. C. |  |  |

| Ida; 23 de febrero de 1977 | Valencia C. F. | 3:0 | C. D. Málaga |  |  |

| Vuelta; 09 de marzo de 1977 | C. D. Málaga | 0:0 (Global 0:3) | Valencia C. F. |  |  |

## Cuarta ronda

### Cuadro
| Equipo 1            | Agr. | Equipo 2            | Ida | Vuelta |
| ------------------- | ---- | ------------------- | --- | ------ |
| Córdoba C. F.       | 1-3  | R. C. Celta de Vigo | 1-0 | 0-3    |
| Real Zaragoza C. D. | 2-1  | Granada C. F.       | 1-0 | 1-1    |

### Partidos
| Ida; 23 de marzo de 1977 | Córdoba C. F. | 1:0 | R. C. Celta de Vigo |  |  |

| Vuelta; 16 de abril de 1977 | R. C. Celta de Vigo | 3:0 (Global 3:1) | Córdoba C. F. |  |  |

| Ida; 17 de marzo de 1977 | Real Zaragoza C. D. | 1:0 | Granada C. F. |  |  |

| Vuelta; 26 de marzo de 1977 | Granada C. F. | 1:1 (Global 1:2) | Real Zaragoza C. D. |  |  |

## Fase final

### Octavos de final
La ronda de los octavos de final tuvo lugar los días 27 de abril, los partidos de ida; y 12 de mayo de 1977, los de vuelta.
| Local ida                  | Resultado global | Local vuelta            | Ida   | Vuelta |
| -------------------------- | ---------------- | ----------------------- | ----- | ------ |
| R. C. Celta de Vigo        | 3 - 2            | F. C. Barcelona         | 1 - 1 | 2 - 1  |
| Elche C. F.                | 1 - 4            | Athletic Club           | 1 - 0 | 0 - 4  |
| R. C. Recreativo de Huelva | 0 - 2            | U. D. Salamanca         | 0 - 1 | 0 - 1  |
| Real Sociedad de Fútbol    | 2 - 5            | R. C. D. Español        | 2 - 2 | 0 - 3  |
| Sevilla F. C.              | 2 - 1            | Club Atlético de Madrid | 2 - 0 | 0 - 1  |
| Valencia C. F.             | 1 - 2            | Hércules C. F.          | 1 - 0 | 0 - 2  |
| Real Valladolid Deportivo  | 2 - 3            | Real Betis Balompié     | 1 - 2 | 1 - 1  |
| Real Zaragoza              | 2 - 1            | U. D. Las Palmas        | 1 - 0 | 1 - 1  |

### Cuartos de final
La ronda de cuartos de final tuvo lugar entre los días 29 de mayo, los partidos de ida; y 5 de junio de 1977, los de vuelta.
| Local ida           | Resultado global    | Local vuelta        | Ida   | Vuelta |
| ------------------- | ------------------- | ------------------- | ----- | ------ |
| Athletic Club       | 6 - 3               | Sevilla F. C.       | 5 - 0 | 1 - 3  |
| Real Betis Balompié | 3 - 3 (pen., 4 - 2) | Hércules C. F.      | 2 - 1 | 1 - 2  |
| R. C. D. Español    | 3 - 1               | R. C. Celta de Vigo | 3 - 0 | 0 - 1  |
| Real Zaragoza       | 2 - 3               | U. D. Salamanca     | 1 - 0 | 1 - 3  |

### Semifinales
La ronda de semifinales tuvo lugar entre el 11 de junio, los partidos de ida; y el 18 de junio de 1977, los de vuelta.
| Local ida        | Resultado global | Local vuelta        | Ida   | Vuelta |
| ---------------- | ---------------- | ------------------- | ----- | ------ |
| Athletic Club    | 8 - 1            | U. D. Salamanca     | 6 - 0 | 2 - 1  |
| R. C. D. Español | 1 - 2            | Real Betis Balompié | 1 - 0 | 0 - 2  |

### Final
La final de la Copa del Rey 1976-77 tuvo lugar el 25 de junio de 1977 en el estadio Vicente Calderón de Madrid.
| 1          | POR        | José Ramón Esnaola          |      |
| 2          | DEF        | Francisco Bizcocho          |      |
| 5          | DEF        | Antonio Biosca              |      |
| 6          | DEF        | Jaume Sabaté                |      |
| 3          | DEF        | Manuel Cobo                 | 55'  |
| 4          | MED        | Javi López                  |      |
| 8          | MED        | Sebastián Alabanda          |      |
| 10         | MED        | Julio Cardeñosa             |      |
| 7          | DEL        | Juan Antonio García Soriano |      |
| 9          | DEL        | Alfredo Megido              | 106' |
| 11         | DEL        | Antonio Benítez             |      |
| Entrenador | Entrenador | Rafael Iriondo              |      |

| 1          | POR        | José Ángel Iribar   |     |
| 2          | DEF        | José Lasa           | 38' |
| 5          | DEF        | Agustín Guisasola   |     |
| 6          | DEF        | José Ramón Alexanko |     |
| 3          | DEF        | Javier Escalza      |     |
| 4          | MED        | Ángel María Villar  |     |
| 8          | MED        | Javier Irureta      |     |
| 10         | MED        | Ignacio Churruca    |     |
| 7          | DEL        | Dani Ruiz           |     |
| 9          | DEL        | Carlos Ruiz Herrero | 80' |
| 11         | DEL        | Txetxu Rojo         |     |
| Entrenador | Entrenador | Koldo Aguirre       |     |

| 15 | DEL | Rafael Sánchez Del Pozo | 56'  |
| 14 | DEL | José Antonio Eulate     | 106' |

| 13 | DEF | Daniel Astrain       | 38' |
| 15 | DEL | José María Amorrortu | 80' |

| Anotado | 45'  | Javi López | 1-1 |
| Anotado | 116' | Javi López | 2-2 |

| Anotado | 14' | Carlos Ruiz Herrero | 0-1 |
| Anotado | 97' | Dani Ruiz           | 1-2 |

| Juan Antonio García Soriano | Acierto de penal       | 1:0 |                        |                      |
|                             |                        | 1:1 | Acierto de penal       | Agustín Guisasola    |
| Rafael Sánchez Del Pozo     | Acierto de penal       | 2:1 |                        |                      |
|                             |                        | 2:2 | Acierto de penal       | Ignacio Churruca     |
| Javi López                  | Acierto de penal       | 3:2 |                        |                      |
|                             |                        | 3:3 | Acierto de penal       | Javier Escalza       |
| Antonio Biosca              | Acierto de penal       | 4:3 |                        |                      |
|                             |                        | 4:4 | Acierto de penal       | Javier Irureta       |
| Julio Cardeñosa             | Fallo de penal (Poste) | 4:4 |                        |                      |
|                             |                        | 4:4 | Fallo de penal (Poste) | Dani Ruiz            |
| Jaume Sabaté                | Acierto de penal       | 5:4 |                        |                      |
|                             |                        | 5:5 | Acierto de penal       | José María Amorrortu |
| Sebastián Alabanda          | Fallo de penal (Poste) | 5:5 |                        |                      |
|                             |                        | 5:5 | Fallo de penal (Poste) | Ángel María Villar   |
| José Ramón Esnaola          | Acierto de penal       | 6:5 |                        |                      |
|                             |                        | 6:6 | Acierto de penal       | José Ramón Alexanco  |
| José Antonio Eulate         | Acierto de penal       | 7:6 |                        |                      |
|                             |                        | 7:7 | Acierto de penal       | Txetxu Rojo          |
| Francisco Bizcocho          | Acierto de penal       | 8:7 |                        |                      |
|                             |                        | 8:7 | Fallo de penal (Poste) | José Ángel Iribar    |

| Amonestado | 50' | Francisco Bizcocho |
| Amonestado | 81' | Javi López         |

| Amonestado | 45' | Txetxu Rojo |
| Amonestado | 77' | Dani Ruiz   |

| Árbitro: | José Luis García Carrión |

| 1          | POR        | José Ramón Esnaola          |      |
| 2          | DEF        | Francisco Bizcocho          |      |
| 5          | DEF        | Antonio Biosca              |      |
| 6          | DEF        | Jaume Sabaté                |      |
| 3          | DEF        | Manuel Cobo                 | 55'  |
| 4          | MED        | Javi López                  |      |
| 8          | MED        | Sebastián Alabanda          |      |
| 10         | MED        | Julio Cardeñosa             |      |
| 7          | DEL        | Juan Antonio García Soriano |      |
| 9          | DEL        | Alfredo Megido              | 106' |
| 11         | DEL        | Antonio Benítez             |      |
| Entrenador | Entrenador | Rafael Iriondo              |      |

| 1          | POR        | José Ángel Iribar   |     |
| 2          | DEF        | José Lasa           | 38' |
| 5          | DEF        | Agustín Guisasola   |     |
| 6          | DEF        | José Ramón Alexanko |     |
| 3          | DEF        | Javier Escalza      |     |
| 4          | MED        | Ángel María Villar  |     |
| 8          | MED        | Javier Irureta      |     |
| 10         | MED        | Ignacio Churruca    |     |
| 7          | DEL        | Dani Ruiz           |     |
| 9          | DEL        | Carlos Ruiz Herrero | 80' |
| 11         | DEL        | Txetxu Rojo         |     |
| Entrenador | Entrenador | Koldo Aguirre       |     |

| 15 | DEL | Rafael Sánchez Del Pozo | 56'  |
| 14 | DEL | José Antonio Eulate     | 106' |

| 13 | DEF | Daniel Astrain       | 38' |
| 15 | DEL | José María Amorrortu | 80' |

| Anotado | 45'  | Javi López | 1-1 |
| Anotado | 116' | Javi López | 2-2 |

| Anotado | 14' | Carlos Ruiz Herrero | 0-1 |
| Anotado | 97' | Dani Ruiz           | 1-2 |

| Juan Antonio García Soriano | Acierto de penal       | 1:0 |                        |                      |
|                             |                        | 1:1 | Acierto de penal       | Agustín Guisasola    |
| Rafael Sánchez Del Pozo     | Acierto de penal       | 2:1 |                        |                      |
|                             |                        | 2:2 | Acierto de penal       | Ignacio Churruca     |
| Javi López                  | Acierto de penal       | 3:2 |                        |                      |
|                             |                        | 3:3 | Acierto de penal       | Javier Escalza       |
| Antonio Biosca              | Acierto de penal       | 4:3 |                        |                      |
|                             |                        | 4:4 | Acierto de penal       | Javier Irureta       |
| Julio Cardeñosa             | Fallo de penal (Poste) | 4:4 |                        |                      |
|                             |                        | 4:4 | Fallo de penal (Poste) | Dani Ruiz            |
| Jaume Sabaté                | Acierto de penal       | 5:4 |                        |                      |
|                             |                        | 5:5 | Acierto de penal       | José María Amorrortu |
| Sebastián Alabanda          | Fallo de penal (Poste) | 5:5 |                        |                      |
|                             |                        | 5:5 | Fallo de penal (Poste) | Ángel María Villar   |
| José Ramón Esnaola          | Acierto de penal       | 6:5 |                        |                      |
|                             |                        | 6:6 | Acierto de penal       | José Ramón Alexanco  |
| José Antonio Eulate         | Acierto de penal       | 7:6 |                        |                      |
|                             |                        | 7:7 | Acierto de penal       | Txetxu Rojo          |
| Francisco Bizcocho          | Acierto de penal       | 8:7 |                        |                      |
|                             |                        | 8:7 | Fallo de penal (Poste) | José Ángel Iribar    |

| Amonestado | 50' | Francisco Bizcocho |
| Amonestado | 81' | Javi López         |

| Amonestado | 45' | Txetxu Rojo |
| Amonestado | 77' | Dani Ruiz   |

| Árbitro: | José Luis García Carrión |

|                    |
|                    |
| Campeón Real Betis |
| 1.º título         |